# Kuba na Letních olympijských hrách 2000
Kubu na Letních olympijských hrách 2000 v Sydney reprezentovalo 229 sportovců, z toho 147 mužů a 82 žen. Nejmladším účastníkem byl Imaday Núñez (17 let, 243 dní), nejstarším pak Guillermo Torres (41 let, 225 dní).

## Medailisté
| Medaile | Jméno                                                         | Sport      | Disciplína                     |
| ------- | ------------------------------------------------------------- | ---------- | ------------------------------ |
| Zlato   | Iván Pedroso                                                  | atletika   | Muži skok daleký               |
| Zlato   | Anier García                                                  | atletika   | Muži 110 metrů překážek        |
| Zlato   | Félix Savón                                                   | box        | muži váha těžká do 91 kg       |
| Zlato   | Guillermo Rigondeaux                                          | box        | muži váha bantamová do 54 kg   |
| Zlato   | Mario Kindelán                                                | box        | muži lehká váha do 60 kg       |
| Zlato   | Jorge Gutiérrez                                               | box        | muži váha střední do 75 kg     |
| Zlato   | Legna Verdeciaová                                             | judo       | ženy pololehká do 52 kg        |
| Zlato   | Sibelis Veranesová                                            | judo       | ženy střední do 70 kg          |
| Zlato   | Ángel Matos                                                   | taekwondo  | muži do 80 kg                  |
| Zlato   | Filiberto Azcuy                                               | zápas      | muži řecko-římský do 69 kg     |
| Zlato   | Družstvo žen                                                  | Volejbal   | turnaj žen                     |
| Stříbro | Javier Sotomayor                                              | atletika   | Muži skok vysoký               |
| Stříbro | Yoel García                                                   | atletika   | Muži trojskok                  |
| Stříbro | Družstvo mužů                                                 | Baseball   | turnaj mužů                    |
| Stříbro | Driulis Gonzálezová                                           | judo       | ženy lehká do 57 kg            |
| Stříbro | Urbia Meléndez                                                | taekwondo  | ženy do 49 kg                  |
| Stříbro | Yoel Romero                                                   | zápas      | muži volný styl do 85 kg       |
| Stříbro | Lázaro Rivas                                                  | zápas      | muži řecko-římský do 54 kg     |
| Stříbro | Juan Marén                                                    | zápas      | muži řecko-římský do 63 kg     |
| Stříbro | Daima Beltránová                                              | judo       | ženy těžká nad 78 kg           |
| Stříbro | Ibrahim Rojas Leobaldo Pereira                                | kanoistika | muži C2 1000 metrů             |
| Stříbro | Ledys Balceiro                                                | kanoistika | muži C1 1000 metrů             |
| Bronz   | Osleidys Menéndezová                                          | atletika   | Ženy hod oštěpem               |
| Bronz   | Luis Alberto Pérez Ivan Garcia Freddy Mayola José Ángel César | atletika   | Muži štafeta 4 × 100 m         |
| Bronz   | Maikro Romero                                                 | box        | muži váha lehká muší do 49 kg  |
| Bronz   | Diógenes Luña                                                 | box        | muži velterová váha do 63,5 kg |
| Bronz   | Manolo Poulot                                                 | judo       | muži superlehká do 60 kg       |
| Bronz   | Alexis Rodríguez                                              | zápas      | muži volný styl do 130 kg      |
| Bronz   | Iván Trevejo Carlos Pedroso Nelson Loyola                     | šerm       | kord - družstvo mužů           |